# Говор птица
Говор птица или Сабор птица (персијски: منطق الطیر‎‎, Мантик-ол-тејр, познат и као مقامات الطیور Макамат-ту-тојур) је теолошко-мистичка поема персијског песника и исламског мистика Фаридудина Мухамеда Атара. Објављена је 1177. године и испевана је у 4458 стихова, који су обликовани у форму меснавије. Сматра се једним од најзначајнијих дела класичне персијске књижевности и капиталним делом суфизма.
У поеми је на алегоријски начин изложено учење суфизма о различитим душевним стањима и степенима (тзв. мекаме) кроз која пролази путник (салик) на духовном путу до Бога. Иако је у тексту представљено свих седам макама, највећи део књиге говори о емари, првој меками, то јест, о пожудној души која тражи изговоре да избегне покајање и пут ка истини. Алегорија започиње описом сабора птица, где су се различите птице окупиле да изаберу свог краља. Пупавац, најмудрија птица међу њима, саопштава скупу да би једини достојан владар био Симург, узвишена, легендарна птица, која живи далеко на врху митске планине. Пупавац, који представља суфијског шејха, на ово дуготрајно и опасно путовање предводи тридесет птица, од којих свака представља различите људске особине, које спречавају човека да достигне просветљење. Птице на свом путовању прелазе седам долина, од којих свака представља по једну макаму. На крају поеме јато стиже до Симурговог станишта, за које се испоставља да је једно велико језеро. Загледавши се у језеро и сагледавши сопствени одраз, птице долазе до самоспознаје да је оно за чим су трагале одувек било у њима самима. Овај преокрет на крају се остварује и на језичком плану у виду непреводиве игре речи, пошто се на персијском реч „Симург” може читати и као „си” (тридесет) „морг” (птица).